# Рождество в Канаде (Южный Парк)
Рождество в Канаде (англ. It's Christmas in Canada) — 15 эпизод 7 сезона (№ 111) сериала «Южный парк», его премьера состоялась 17 декабря 2003 года.

## Сюжет
Накануне Рождества появляются биологические родители Айка и забирают его обратно в Канаду. Кайл с друзьями отправляется вслед за ними, чтобы поговорить с новым премьер-министром этой страны. Оказывается, что под маской премьер-министра прячется Саддам Хусейн; канадцы пленят его, а Айк возвращается к Брофловски.

## Смерть Кенни
Кенни погибает от выстрела разъярённого премьер-министра.

## Пародии
- Сюжет серии — пародия на классический фильм «Волшебник страны Оз»[1].[нет в источнике]